# Пјаца Кампана (Виченца)
Пјаца Кампана је насеље у Италији у округу Виченца, региону Венето.
Према процени из 2011. у насељу је живело 283 становника. Насеље се налази на надморској висини од 776 м.